# Temporada 1931 de las Grandes Ligas de Béisbol
La Temporada 1931 de las Grandes Ligas de Béisbol fue la trigésimo primera temporada de las Grandes Ligas de Béisbol desde su unificación y la vigésimo octava con Serie Mundial. Los St. Louis Cardinals derrotaron a los Philadelphia Athletics por 4-3 para ganar la Serie Mundial.

## Estadísticas
|                        | \| Liga Americana[2] \| \| \| \| \| \| Club \| G \| P \| PG % \| GB \| \| Philadelphia Athletics \| 107 \| 45 \| .704 \| - \| \| New York Yankees \| 94 \| 59 \| .613 \| 13.5 \| \| Washington Senators \| 92 \| 62 \| .597 \| 16.0 \| \| Cleveland Indians \| 78 \| 76 \| .506 \| 30.0 \| \| St. Louis Browns \| 63 \| 91 \| .409 \| 45.0 \| \| Boston Red Sox \| 62 \| 90 \| .400 \| 45.0 \| \| Detroit Tigers \| 61 \| 93 \| .396 \| 47.0 \| \| Chicago White Sox \| 56 \| 97 \| .366 \| 51.5 \| |    |      |      |
| Liga Americana         | |    |      |      |
| Club                   | G | P  | PG % | GB   |
| Philadelphia Athletics | 107 | 45 | .704 | -    |
| New York Yankees       | 94 | 59 | .613 | 13.5 |
| Washington Senators    | 92 | 62 | .597 | 16.0 |
| Cleveland Indians      | 78 | 76 | .506 | 30.0 |
| St. Louis Browns       | 63 | 91 | .409 | 45.0 |
| Boston Red Sox         | 62 | 90 | .400 | 45.0 |
| Detroit Tigers         | 61 | 93 | .396 | 47.0 |
| Chicago White Sox      | 56 | 97 | .366 | 51.5 |

|                       | \| Liga Nacional[3] \| \| \| \| \| \| Club \| G \| P \| PG % \| GB \| \| St. Louis Cardinals \| 101 \| 53 \| .656 \| - \| \| New York Giants \| 87 \| 65 \| .572 \| 13.0 \| \| Chicago Cubs \| 84 \| 70 \| .545 \| 17.0 \| \| Brooklyn Robins \| 79 \| 73 \| .520 \| 21.0 \| \| Pittsburgh Pirates \| 75 \| 79 \| .487 \| 26.0 \| \| Philadelphia Phillies \| 66 \| 88 \| .429 \| 35.0 \| \| Boston Braves \| 64 \| 90 \| .416 \| 37.0 \| \| Cincinnati Reds \| 58 \| 96 \| .377 \| 43.0 \| |    |      |      |
| Liga Nacional         | |    |      |      |
| Club                  | G | P  | PG % | GB   |
| St. Louis Cardinals   | 101 | 53 | .656 | -    |
| New York Giants       | 87 | 65 | .572 | 13.0 |
| Chicago Cubs          | 84 | 70 | .545 | 17.0 |
| Brooklyn Robins       | 79 | 73 | .520 | 21.0 |
| Pittsburgh Pirates    | 75 | 79 | .487 | 26.0 |
| Philadelphia Phillies | 66 | 88 | .429 | 35.0 |
| Boston Braves         | 64 | 90 | .416 | 37.0 |
| Cincinnati Reds       | 58 | 96 | .377 | 43.0 |

## Serie Mundial 1931
|  | Serie Mundial          |                        |   |  |
|  |                        |                        |   |  |
|  | Philadelphia Athletics | Philadelphia Athletics | 3 |  |
|  | Philadelphia Athletics | Philadelphia Athletics | 3 |  |
|  | St. Louis Cardinals    | St. Louis Cardinals    | 4 |  |
|  | St. Louis Cardinals    | St. Louis Cardinals    | 4 |  |

|                                                             |
| Campeón de las Grandes Ligas St. Louis Cardinals 2.º título |